# Villeneuve-la-Garenne

Położenie Villeneuve-la-Garenne w ramach aglomeracji paryskiej

Villeneuve-la-Garenne – miejscowość i gmina we Francji, w regionie Île-de-France, w departamencie Hauts-de-Seine.
Według danych na rok 2012 gminę zamieszkiwały 25 725 osoby, a gęstość zaludnienia wynosiła 8 039 osób/km². Wśród 1287 gmin regionu Île-de-France Villeneuve-la-Garenne plasuje się na 805. miejscu pod względem powierzchni.

## Miasta partnerskie
- Hof, Niemcy